# Casă în Provența
Casă în Provența (titlu original în franceză: Maison devant la Sainte-Victoire près de Gardanne) este o pictură în ulei pe pânză realizată în 1885 de artistul francez Paul Cézanne. A fost creată între 1886 și 1890 și acum face parte din colecția permanentă din Indianapolis Museum of Art.

## Descriere
Cu tonuri șterse și culori palide, Cézanne a pictat o casă, accentuată de munții gri-albastru din fundal, de verdele pierdut al dealurilor și de tonurile maronii ale câmpurilor. Stilul dinamic al lui Cézanne este cel mai bine observat îndeaproape în această pictură; tușele de pensulă se intersectează în mod dinamic, creând o senzație de petice. Tușele creează o mișcare plină de viață în interiorul liniilor dure pe care le-a realizat pentru a mărgini casa și muntele.

## Informații istorice
Casă în Provența provine din „stilul matur” al lui Cézanne, locuind în Provența împreună cu familia sa, în locul unde Cézanne a trăit în tinerețe. Acest peisaj este situat în partea de sud a muntelui Sainte-Victoire, care a fost un subiect preferat al artistului. Cézanne nu împărtășea aceleași interese cu restul impresioniștilor, concentrându-și munca pe structura de bază a subiecților săi.